# Distretto di Brugg
Il distretto di Brugg è un distretto del Canton Argovia, in Svizzera. Confina con i distretti di Laufenburg a nord-ovest, di Zurzach a nord-est, di Baden a est, di Lenzburg a sud e di Aarau a sud-ovest. Il capoluogo è Brugg.

## Comuni
Amministrativamente è diviso in 20 comuni:
- Auenstein
- Birr
- Birrhard
- Bözberg
- Brugg
- Habsburg
- Hausen
- Lupfig
- Mandach
- Mönthal
- Mülligen
- Remigen
- Riniken
- Rüfenach
- Schinznach
- Thalheim
- Veltheim
- Villigen
- Villnachern
- Windisch

### Divisioni
- 1809: Rüfenach → Lauffohr, Rein, Rüfenach
- 1873: Bözberg → Oberbözberg, Unterbözberg

### Fusioni
- 1898: Rein, Rüfenach → Rüfenach
- 1901: Altenburg, Brugg → Brugg
- 1970: Brugg, Lauffohr → Brugg
- 2006: Stilli, Villigen → Villigen
- 2010: Brugg, Umiken → Brugg
- 2010: Etzgen (distretto di Laufenburg), Hottwil, Mettau (distretto di Laufenburg), Oberhofen (distretto di Laufenburg), Wil (distretto di Laufenburg)  → Mettauertal (distretto di Laufenburg)
- 2013: Gallenkirch, Linn, Oberbözberg, Unterbözberg → Bözberg
- 2014: Oberflachs, Schinznach-Dorf → Schinznach
- 2018: Lupfig, Scherz → Lupfig
- 2020: Brugg, Schinznach-Bad → Brugg
- 2022: Bözen, Effingen, Elfingen, Hornussen (Distretto di Laufenburg) → Böztal (Distretto di Laufenburg)